# Vila Tugendhat
Vila Tugendhat je zgodovinska zgradba v bogati četrti Černá Pole v  Brnu, Češka republika.
Vila je eden od pionirskih prototipov sodobne evropske arhitekture. Zasnoval jo je nemški arhitekt  Ludwig Mies van der Rohe. Stavba je iz armiranega betona. Zgrajena je bila leta 1928-1930  za   Fritza Tugendhata in  njegovo ženo Greto in je kmalu postala ikona modernizma. Leta 2001 je bila vpisana na Unescov seznam svetovne kulturne dediščine. 

## Galerija
- Vila Tugendhat
- Pročelje
- Pogled z ulice po rekonstrukciji leta 2012
- Pogled z ulice na levo stran vile
- Stena iz oniksa v dnevni sobi
- Notranjost
- Notranjost

## Sklic
1. ↑  Courland, Robert. Concrete Planet. Prometheus Books, Amherst, NY. (2012), str. 326.